# Admiral von Knorr (Schiff, 1918)
Die Admiral von Knorr war ein Vorpostenboot der Kaiserlichen Marine, das nach dem Ersten Weltkrieg als Fischdampfer zum Einsatz kam. Sie gehörte zum Blücher-Typ, von dem insgesamt 48 Fahrzeuge hergestellt wurden.

## Geschichte
Benannt war das Boot nach Admiral Eduard von Knorr (1840–1920). Es lief am 25. April 1918 vom Stapel und versah ab dem 13. Mai Dienst in der Nordseevorpostenflottille. Die Außerdienststellung erfolgte bereits am 24. März 1919; das Boot wurde nicht in die Reichsmarine übernommen.
Schon im März 1919 wurde die Admiral von Knorr an die Fischdampferreederei Wieting verkauft und als Georg Robbert mit dem Fischereikennzeichen BX (Bremerhaven) 132 in Dienst gestellt. Am 16. Juni 1930 erhielt das Boot das Kennzeichen ON (Freistaat Oldenburg–Nordenham) 123, da es in den Besitz der Nordsee Deutsche Hochseefischerei übergegangen war. Am 4. September 1934 erhielt es die Fischereikennung PG (Freistaat Preußen–Geestemünde) 444. Am 15. September 1939 wurde es zum Abwracken verkauft.